# Marcel Decoene
Marcel Cyriel Corneel Decoene (Woumen, 28 augustus 1893 - Halle, 30 januari 1960) was een Belgisch senator voor de CVP.

## Levensloop
Decoene was een zoon van Edward Decoene en Mathilde Laleman. Uit zijn huwelijk had hij één kind. Hij studeerde aan het Sint-Lodewijkscollege in Diksmuide (1903-1907). 
Hij baande zich een weg in de landbouwerswereld:
- 1920-1942: landbouwer-veekweker in Anderlecht,
- 1920-1960: stichter en voorzitter van de boeren- en hoveniersgilde van Anderlecht-Veeweide,
- achtereenvolgens bestuurslid, ondervoorzitter en voorzitter van het arrondissementsverbond van de boeren- en hoveniersgilde,
- vanaf 1942: landbouwer-veekweker in Sint-Pieters-Leeuw,
- vanaf 1921: bestuurslid Paardenverzekering Anderlecht,
- bestuurslid (1923) en voorzitter (1943) van de herverzekering tegen paardensterfte in Brabant,
- 1926: stichter en voorzitter Davidsfonds Anderlecht-Veeweide,
- 1941: stichter en voorzitter van de tbc-bestrijding bij het vee,
- Belgische Boerenbond: afgevaardigde arrondissementsbond (1922), bestuurslid (1926), voorzitter (1936-1946),
- 1936: lid van de Bondsraad van de Belgische Boerenbond,
- 1940: lid van het Hoofdbestuur van de Belgische Boerenbond,
- 1944: ondervoorzitter van het Verbond der Ziektebestrijding voor Brabant.

Van 1926 tot 1938 was hij gemeenteraadslid van Anderlecht en van 1932 tot 1936 provincieraadslid in Brabant.
Hij werd senator:
- 1946-1954: verkozen voor het arrondissement Brussel,
- 1954-1958: provinciaal senator,
- 1958-1960: gecoöpteerd senator.